# 출퇴근 오디세이
"출퇴근 오디세이"(An Afternoon Odyssey)는 한국에서 제작된 권수민 감독의 2009년 드라마 영화이다. 김미선 등이 주연으로 출연하였고 신지혜 등이 제작에 참여하였다.

## 출연

### 주연
- 김미선
- 황세정

## 기타
- 사운드: 표용수
- 미술: 신호경